# جون راي
جون راي (بالإنجليزية: John Wray)‏ هو ممثل أمريكي، ولد في 13 فبراير 1887 بفيلادلفيا في الولايات المتحدة، وتوفي في 5 أبريل 1940 بلوس أنجلوس في الولايات المتحدة بسبب مرض.

## أعمال

### أفلام
- (1930) كل شيء هادىء على الجبهة الغربية[2]
- (1932) أنا طريد العدالة ومن سلسلة عصابات
- (1936) السيد ديدز يذهب إلى المدينة
- (1938) مدينة الصبيان
- (1939) ذهب مع الريح[3][4]

## وصلات خارجية
- جون راي على موقع أرشيف الشارخ.
- جون راي على موقع IMDb (الإنجليزية)
- جون راي على موقع ألو سيني (الفرنسية)
- جون راي على موقع أول موفي (الإنجليزية)
- جون راي على موقع قاعدة بيانات برودواي على الإنترنت (الإنجليزية)
- جون راي على موقع قاعدة بيانات الأفلام السويدية (السويدية)
- جون راي على موقع قاعدة بيانات الأفلام السويدية (السويدية)
- جون راي على موقع قاعدة بيانات الفيلم (الإنجليزية)
- جون راي على موقع كينوبويسك (الروسية)